# Башня Банка Америки (Манхэттен)

Сравнение зданий Нью-Йорка по высоте

Башня Банка Америки (англ. Bank of America Tower) — 366-метровый небоскрёб в Мидтауне Манхэттена. Здание расположено на Шестой авеню между 42-й и 43-й  улицами напротив Брайант-парка. Это третье по высоте здание в Нью-Йорке после Эмпайр-стейт-билдинг и Башни Свободы и пятое по высоте в США. Проект был разработан архитекторами компании Cookfox в расчёте на высокую экологическую безопасность и эффективность.
Максимальная высота башни была достигнута 15 декабря 2007 года, когда на вершину небоскрёба был поставлен последний верхний блок со шпилем.
Проект небоскрёба разрабатывался с целью обеспечения наибольшей экологичности. В его строительстве использовались стеклопакеты с особым стеклом, которое частично поглощает солнечное излучение, но также обеспечивает максимальное естественное освещение. Стеклопакеты позволяют сократить потери тепла, что позволяет снизить потребление энергии. В здании установлена автоматическая осветительная система, которая регулируется в зависимости от времени суток. Помимо этого в небоскрёбе имеется система накопления и очистки дождевой воды.
Воздух, проникающий и выпускаемый из здания, подвергается процедуре фильтрации. Он проходит через многочисленные подземные воздушные колонны. Подача свежего воздуха регулируется датчиками углекислого газа.
Банк Америки настоял на том, что небоскрёб должен быть выполнен большей частью из переработанных материалов, которые в будущем также можно будет утилизировать. Так, в строительстве здания использован переработанный бетон со шлаком — побочным продуктом доменных печей. Конкретно для постройки этой башни использовалась смесь из 55 % цемента и 45 % шлаков. Использование шлакового цемента позволило уменьшить вред для окружающей среды благодаря снижению количества цемента, необходимого для постройки, что, в свою очередь, позволило снизить выбросы углекислого газа, производимого обычными сооружениями из чистого цемента.
Система охлаждения производит запасы льда в ночные часы, чтобы использовать его плавление для охлаждения здания в утренние и дневные часы.
Для сохранения воды были установлены безводные писсуары, которые должны сохранять около 30 миллионов литров воды в год и уменьшить выбросы CO2.
Башня имеет установку, способную вырабатывать 4,6 МВт электричества, обеспечивая часть потребностей небоскрёба. Мощные генераторы на местах исключают потери при транспортировке электроэнергии, характерные для системы центрального энергоснабжения.

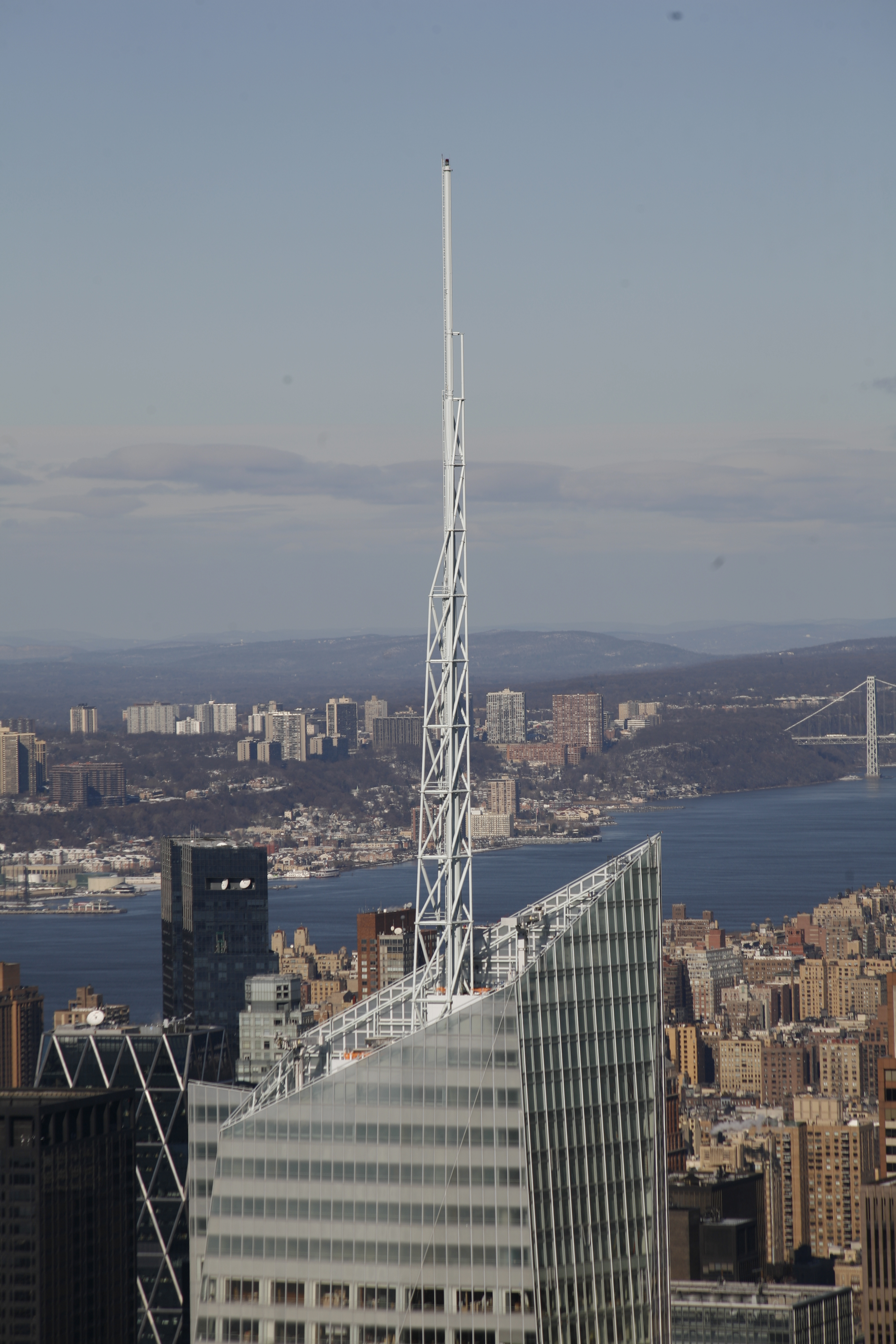
Шпиль Башни Банка Америки

Шпиль башни составляет 77,9 м в высоту. Всего в небоскрёбе насчитывается 55 этажей, а площадь офисных помещений составляет 195 000 м². В здании насчитывается три эскалатора и 53 лифта: 52 для обслуживания офисных помещений и один подземный. Чтобы обеспечить возможность постройки этой башни, пришлось снести несколько зданий.
Башня Банка Америки — первый небоскрёб, получивший Платиновый Сертификат LEED.

## Инциденты в ходе постройки
С 2006 года как минимум шесть раз с небоскрёба падали стройматериалы.
- 17 октября 2007 года — Строительный контейнер упал с крана около часа дня, задев башню и восемь человек на улице. Контейнер сломал стеклопакеты на нескольких этажах здания, в результате чего вниз на улицу посыпалась куча осколков. Восемь человек получили ранения и ушибы. Строительный Департамент временно приостановил работы на месте инцидента.
- 6 ноября 2007 года — два строительных контейнера упали с крана около шести вечера, задев башню и двадцать человек на улице. Контейнер сломал стеклопакеты в окнах на нескольких этажах здания, в результате чего вниз на улицу посыпалась куча осколков. Двадцать человек получили ранения и ушибы. Строительный Департамент временно приостановил работы на месте инцидента.
- 12 августа 2008 года — стеклянная панель весом в 680 кг упала на улицу.
- 17 сентября 2008 года — упал контейнер со строительным мусором, зацепив панель стеклянного фасада и вызвав падение нескольких кусков стекла с 50-го этажа на улицу (Западная 42-я Улица и Шестая Авеню) около трех дня. Никто не пострадал.